# Minyichthys
Minyichthys (Herald e Randall, 1972) è un genere di pesci ossei marini appartenenti alla famiglia Syngnathidae.

## Distribuzione e habitat
Il genere è distribuito nell'Indo-Pacifico, nel mar dei Caraibi e nell'oceano Atlantico orientale subtropicale. Nel mar Mediterraneo è presente la specie, M. sentus.
Vivono principalmente in ambienti corallini, spesso in acque abbastanza profonde. Una specie (M. sentus) sembra avere almeno in alcuni stadi vitali abitudini epipelagiche o planctoniche.

## Biologia
Le uova vengono custodite dal maschio in una tasca posta sulla superficie ventrale della coda.

## Tassonomia
Il genere comprende 4 specie:
- Minyichthys brachyrhinus
- Minyichthys inusitatus
- Minyichthys myersi
- Minyichthys sentus